# Helena Duistermaat
Helena (Leni) Duistermaat (1962) is een Nederlands botanicus, taxonoom, onderzoeker en auteur van de 24ste editie (2020) van Heukels' Flora van Nederland, het standaardwerk over vaatplanten in Nederland.

## Leven en werk
Duistermaat volgde haar opleiding biologie aan de Universiteit Leiden en voltooide deze in 1980.
In 1996 promoveerde ze aan de Leidse Universiteit op haar proefschrift 'Monograph of Arctium L. (Asteraceae) : generic delimitation (including Cousinia Cass. p.p.), revision of the species, pollen morphology, and hybrids'.
Van 1993 tot eind 1999 werkte Duistermaat bij de Stichting FLORON als wetenschappelijk medewerker van het Landelijk Bureau, waarna ze in februari 2000 haar loopbaan in de Nederlandse flora onderbrak voor een periode in Singapore, waar haar echtgenoot een baan bekwam in de Botanische Tuin. Hiermee kwam ook tijdelijk een einde aan haar redacteurschap van het tijdschrift Gorteria, in 2007 pakte ze dit weer op.
In 2005 resulteerde haar werk in Singapore in de 'Fieldguide to the grasses of Singapore (excluding the bamboos)', dat ze opstelde in samenwerking met Jaap J. Vermeulen (tekeningen) en de National Parks Board (Singapore).
Van 2006 tot 2011 was Helena Duistermaat projectmedewerker bij Nationaal Herbarium Nederland met de opdracht een informatiesysteem invasieve plantensoorten op te zetten, resulterend in de Q-Bank Invasive Plants database.
Sinds 2011 werkt Duistermaat als onderzoeker Nederlandse flora en als researcher tropical botany bij Naturalis Biodiversity Center, waar ze zich bezig houdt met de taxonomie van planten en met invasieve plantensoorten.
Daarnaast is ze als docent en examinator betrokken bij de Universiteit Leiden en cursusleider voor het BSc-vak Veldonderzoek Flora.

### Heukels' Flora
Helena Duistermaat is als eerste vrouwelijke auteur verantwoordelijk voor de in 2020 verschenen 24ste editie van Heukels' Flora, een veelgebruikte determinatiesleutel voor vaatplanten in Nederland.  Duistermaat volgde hiermee Ruud van der Meijden op, die de edities 20 tot en met 23 maakte, waarvan de laatste verscheen in 2005.
De editie van 2020 werd voor het eerst gedeeltelijk in kleur uitgegeven. Dit betrof enkel de opmaak, de illustraties bleven (zoals in alle edities ervoor) monochroom, met de reden dat kleuren tussen individuen van dezelfde soort plant enorm kunnen verschillen.
In het kader van deze 24ste editie van de Heukels' werd ook een nieuwe versie opgesteld van de Standaardlijst van de Nederlandse flora. Deze zevende editie verscheen in 2021 en bevatte 1666 taxa.
Duistermaat schreef ook mee aan het Botanisch woordenboek: verklaring en vertaling van floristische termen (1e druk 2008).

### Nevenactiviteiten
Duistermaat is een van de leden van de Commissie Nederlandse Plantennamen, een groep Nederlandse en Vlaamse taxonomen die nieuwe Nederlandse namen voor wilde planten bepaalt aan de hand van ingediende voorstellen.
Daarnaast is Duistermaat lid van de subcommissie Landbouw van de Commissie Genetische Modificatie (COGEM).

## Overig
In 2022 was Leni Duistermaat een van de sprekers op een symposium voor studenten Biologie ter gelegenheid van Internationale Vrouwendag, aan de Universiteit Leiden.
- Author citation (botany): Duist.
- International Standard Name Identifier: 0000 0000 4213 2723
- Library of Congress Control Number: no99011062
- Nederlandse Thesaurus van Auteursnamen: 145841650
- ORCID: 0000-0002-0931-030X
- Système universitaire de documentation: 050728245
- Virtual International Authority File: 71562473
- WorldCat: E39PBJcR7phG6kjthJrpG37j4q